# عرقون ألبي
عرقون ألبي (الاسم العلمي: Euphrasia alpina) هي نوع نباتي يتبع جنس العرقون من الفصيلة الجعفيلية.  